# 愛媛県道133号多喜浜泉川線
愛媛県道133号滝浜泉川線（えひめけんどう133ごう たきはまいずみかわせん）は、愛媛県新居浜市を通る一般県道である。

## 概要
新居浜市郷2丁目から新居浜市坂井町2丁目に至る。

### 路線データ
- 起点：愛媛県新居浜市郷2丁目（神郷小学校前交差点、愛媛県道13号壬生川新居浜野田線交点）
- 終点：愛媛県新居浜市坂井町2丁目（愛媛県道134号国領高木線交点）
- 総延長：約2.5 km

## 路線状況

### 道路施設

#### 橋梁
- 城下橋（国嶺川、新居浜市）

## 地理

### 通過する自治体
- 新居浜市

### 交差する道路
| 交差する道路                   | 交差する場所 | 交差する場所              |
| ------------------------------ | ------------ | ------------------------- |
| 愛媛県道13号壬生川新居浜野田線 | 郷2丁目      | 神郷小学校前交差点 / 起点 |
| 愛媛県道336号新居浜東港線      | 郷4丁目      |                           |
| 愛媛県道134号国領高木線        | 坂井町2丁目  | 終点                      |

### 沿線
- 新居浜市立神郷小学校
- JR四国予讃線 新居浜駅